# 문성혜

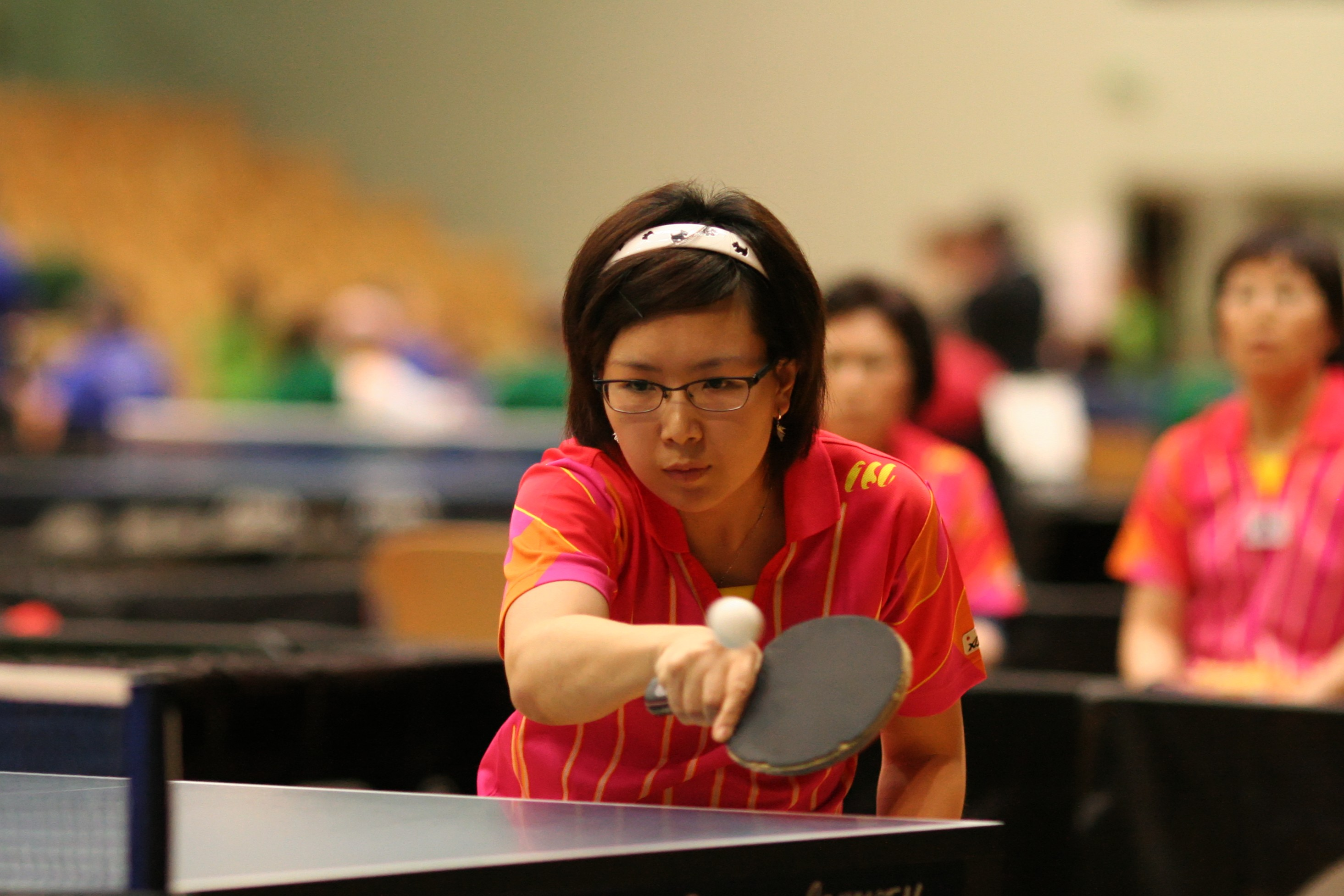

문성혜(文盛慧, 1978년 11월 30일 ~ )는 대한민국의 은퇴한 장애인 탁구 선수이다. 2008년 하계 패럴림픽에서 동메달을 획득했고, 2012년 하계 패럴림픽에서는 2개의 동메달을 획득했다.

## 생애
문성혜는 1997년 사고로 척수부상을 입었다.
문성혜는 중국 장애인 탁구 선수 차오닝닝(曹宁宁)과 결혼했다. 두 사람은 2007년 처음 만나 2011년 사랑에 빠졌다. 두 사람은 2013년 결혼해 슬하에 3명의 딸을 두고 있다.